# Пулавский плацдарм
Пулавский плацдарм — плацдарм на левом берегу реки Висла, в районе города Пулавы (Польша), захваченный в конце июля—начале августа 1944 года войсками 1-го Белорусского фронта (Маршал Советского Союза К. К. Рокоссовский) на заключительном этапе Люблин-Брестской операции 1944 года.

ПУЛАВСКИЙ ПЛАЦДАРМ, плацдарм советских войск на левом берегу р. Висла в районе Пулавы во время Великой Отечеств, войны. Захвачен войсками 69-й армии 1-го Белорус. фронта под командованием ген.-л. В. Я. Колпакчи при завершении Люблин-Брестской операции 1944.
С 29 июля по 1 авг. войска 69-й армии форсировали Вислу в 6 пунктах на фронте ок. 25 км и захватили три тактич. плацдарма, каждый размером 3—4 км по фронту и 1—2 км в глубину. Наибольшего успеха добились части 61-го стрелк. корпуса (ком-р ген.-м. И. Ф. Григорьевский), наступавшего в центре полосы армии. Борьбе 69-й армии за расширение и объединение плацдармов во многом содействовали войска 8-й гв. армии, внезапно форсировавшие в ночь на 1 авг. Вислу в р-не Магнушева и привлекшие на себя значит. часть авиации пр-ка и его операт. резервов (см. Магнушевский плацдарм). В создавшейся обстановке войска 69-й армии при содействии 1-й армии Войска Польского 2 авг. после арт. и авиац. подготовки перешли в наступление на левом берегу Вислы, прорвали оборону пр-ка и, продвинувшись к исходу дня на 3—6 км, объединили два плацдарма (захваченные в центре и на левом фланге) в один, общей протяжённостью по фронту до 24 км и в глубину до 8 км. К 5 авг. на плацдарме было сосредоточено 6 стрелк. дивизий, 2 самоходно-арт. полка и часть танков приданного 69-й армии 11-го танк. корпуса. В период с 5 по 14 авг. пр-к предпринял ряд контратак силами одного-двух пех. полков, усиленных танками и арт-ей, но не добился успеха и был вынужден отказаться от попыток ликвидировать плацдармы 69-й армии. В последующие дни они были объединены в единый арм. плацдарм, к-рый к 27 авг. был расширен до 30 км по фронту и 10 км в глубину. В ходе боёв за П. п. войска 69-й армии нанесли значит, урон четырём дивизиям пр-ка. В течение августа нем.-фаш. войска потеряли св. 15 тыс. чел. убитыми и пленными, ок. 50 танков и штурм, орудий. П. п. сыграл важную роль при проведении войсками 1-го Белорус, фронта Варшавско-Познанской операции 1945.
— «Советская военная энциклопедия Том 6» Москва, Воениздат, 1978

## Захват плацдарма
Войска 69-й армии (генерал-лейтенант В. Я. Колпакчи) во взаимодействии с 7-м гвардейским кавалерийским корпусом с 29 июля по 1 августа форсировали Вислу в шести местах на фронте в 25 километров и захватили три тактических плацдарма каждый размером 3—4 километра по фронту и 1—2 километра в глубину.
Борьбе за расширение и объединение плацдармов содействовали войска 8-й гвардейской армии (генерал-полковник В. И. Чуйков), захватившие Магнушевский плацдарм и привлёкшие на себя значительную часть авиации противника и его оперативные резервы.

28 июля 1944 года части 1-й армии Войска Польского заняла боевые позиции на восточном берегу Вислы и получили приказ маршала Рокоссовского форсировать реку. В ночь на 1 августа это попыталась сделать 2-я польская дивизия. В итоге одна рота переправилась через Вислу, ещё одна рота смогла достичь одного из островков посреди реки. Все части, пытавшиеся форсировать Вислу, понесли тяжёлые потери.

31 июля 2-я танковая армия прорвалась к предместью Варшавы, но была встречена контрударом сильной группировки немецких войск.

Днём 1 августа через Вислу пытались переправиться 1-я и 2-я польские пехотные дивизии. В итоге 2-й полк 1-й дивизии был практически полностью уничтожен. 2 августа армия не пыталась наступать, поскольку все 9 попыток форсирования Вислы окончились неудачей. 3 августа попытки 2-й дивизии переправиться были остановлены немецкой артиллерией.

Освободить Варшаву сходу не удалось. Остановка наступления на Варшаву привела в конечном итоге к разгрому Варшавского восстания.

## Бои за плацдарм — за Вислой сонной
2 августа войска 69-й армии с 11-м танковым корпусом и во взаимодействии с войсками 1-й армии Войска Польского перешли в наступление на левом берегу Вислы, прорвали оборону противника и, продвинувшись к концу дня на 3—6 километров, объединили центральный и левофланговый плацдармы в один общим размером до 24 километров по фронту и 8 километров в глубину.
С 5 по 14 августа противник предпринял ряд контратак с целью ликвидировать плацдарм 69-й армии, но успеха не имел. В последующем образовался единый армейский плацдарм, который к 27 августа был расширен до 30 километров по фронту и 10 км в глубину.

## Значение
В ходе боёв за Пулавский плацдарм в августе противник потерял свыше 15 000 человек убитыми и пленными, около 50 танков и штурмовых орудий.
С Пулавского плацдарма в ходе Варшавско-Познанской операции 14 января 1945 года 1-й Белорусский фронт (с ноября 1944 года — Маршал Советского Союза Г. К. Жуков) силами 33-й и 69-й армий с войсками 9-го и 11-го танкового и 7-го гвардейского кавалерийского корпуса нанёс удар по немецко-фашистским войскам.

17 января 1945 года войска 47-й и 61-й армий совместно с 1-й армией Войска Польского освободили Варшаву.